# Groote Lindt
Groote Lindt est une ancienne commune néerlandaise de la Hollande-Méridionale.

## Histoire
Ancienne seigneurie du Zwijndrechtse Waard, créée après le raz-de-marée en 1322 à l'instigation du comte Guillaume III de Hollande, Groote Lindt est érigée en commune à la fin du XVIIIe siècle. La commune était composée du village du même nom, et des hameaux de Voor-Lindt et Achter-Lindt.
La commune est rattachée à la commune de Rijsoort de 1812 à 1817. En 1840, la commune comptait 80 maisons et 565 habitants, dont 350 dans le village de Groote Lindt et le hameau de Voor-Lindt, et 215 à Achter-Lindt.
Le 19 août 1857, les communes de Kijfhoek et de Heer Oudelands Ambacht lui sont rattachées. Le 6 septembre 1881, la commune de Groote Lindt est supprimée et rattachée à Zwijndrecht, du territoire de laquelle elle fait encore partie de nos jours.

## Aujourd'hui
Le village de Groote Lindt est aujourd'hui entièrement absorbé dans la ville de Zwijndrecht, dont il forme désormais un quartier. Groote Lindt est situé sur la Vieille Meuse.